# 波莫 (加利福尼亞州)
波莫（英語：Pomo）是位於美國加利福尼亞州門多西諾縣的一個非建制地區。該地的面積和人口皆未知。

## 地理
波莫的座標為39°18′24″N 123°05′45″W / 39.30667°N 123.09583°W，而該地的平均海拔高度為287米（即942英尺）。